# Harold Lewis

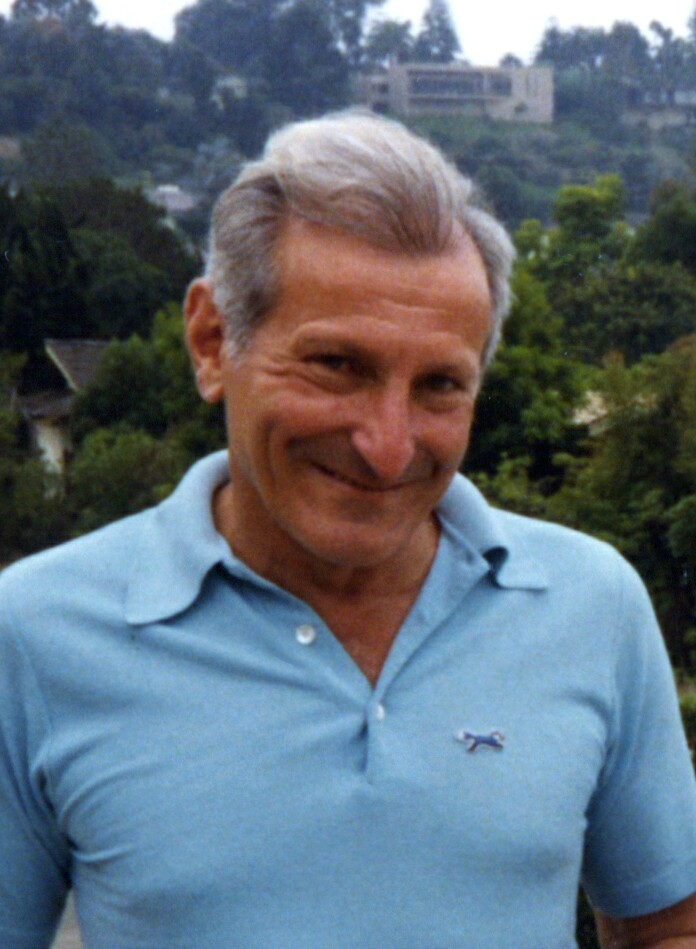
Harold Lewis (1980).

Harold „Hal“ Warren Lewis (* 1. Oktober 1923 in New York City; † 26. Mai 2011) war ein US-amerikanischer Physiker.

## Leben
Lewis studierte ab 1940 an der New York University und an der University of California, Berkeley, Physik (Master-Abschluss 1944). Danach war er in der US Navy. Lewis arbeitete von 1947 bis 1948 am Institute for Advanced Study (und ebenso 1950/51), bevor er 1948 in Berkeley promoviert wurde. Von 1948 bis 1953 war er Assistant Professor an der University of California und von 1951 bis 1956 Mitglied der Bell Laboratories. 1953  wurde er Fellow der American Physical Society. Ab 1956 war er Associate Professor und danach Professor an der University of Wisconsin. Ab 1964 war er Professor an der University of California, Santa Barbara. Von 1969 bis 1973 war er dort Direktor des Quantum Institute. Ab 1991 war er Professor Emeritus.
Lewis war Mitglied der JASON Defense Advisory Group, der er 1966 bis 1973 vorstand und wo er sich mit Raketenabwehr befasste. Außerdem war er lange im Defense Science Board, wo er sich unter anderem in den 1980er Jahren mit den Folgen eines Atomkriegs befasste (Nuklearer Winter). In den 1970er Jahren befasste er sich mit Sicherheitsfragen der zivilen Kernenergie, war Leiter einer entsprechenden Kommission der American Physical Society zu Leichtwasserreaktoren und überprüfte für die Nuclear Regulatory Commission 1978 den drei Jahre zuvor von ihr selbst veröffentlichten Rasmussen-Report (im sogenannten Lewis Report), wobei er zwar zu kritischen Einschätzungen von deren Hauptschlussfolgerungen kam, insgesamt aber die Sicherheit der zivilen Kernkraft als gegeben ansah.
Lewis schrieb auch populärwissenschaftliche Bücher und erhielt 1991 einen Science Writing Award für sein Buch Technological Risk.
2010 erregte er Aufmerksamkeit, als er aus der American Physical Society nach 67 Jahren Mitgliedschaft austrat, da diese seiner Meinung nach in Bezug auf das Problem der Globalen Erwärmung, welches seiner Meinung zufolge überhaupt nicht existiere, von staatlichen Forschungsgeldern korrumpiert sei.
Lewis verstarb am 26. Mai 2011 und hinterließ seine Frau Mary Lewis.

## Schriften
- The foundations of fuzzy control, Plenum Press 1997
- Technological Risk, Norton 1990
- Why flip a coin. The art and science of good decisions, Wiley 1997

## Zitate
„[...] the global warming scam, with the (literally) trillions of dollars driving it, that has corrupted so many scientists, and has carried APS before it like a rogue wave. It is the greatest and most successful pseudoscientific fraud I have seen in my long life as a physicist.“

„[...] der Betrug der globalen Erwärmung, angetrieben von (buchstäblich) Billionen von Dollar, hat so viele Wissenschaftler korrumpiert und die APS wie eine Monsterwelle vor sich her getragen. Die globale Erwärmung ist der größte und erfolgreichste pseudowissenschaftliche Betrug, den ich in meinem langen Leben als Physiker gesehen habe.“